# Macrophyllodromia maximiliani
Macrophyllodromia maximiliani är en kackerlacksart som först beskrevs av Henri Saussure 1873.  Macrophyllodromia maximiliani ingår i släktet Macrophyllodromia och familjen småkackerlackor. Inga underarter finns listade i Catalogue of Life.